# Revista En Juego
En Juego es una revista deportiva española de publicación trimestral editada por la Federación Navarra de Fútbol (FNF) como 'revista oficial' de la propia federación desde marzo del año 2001.
El último número publicado fue el Nº50, en diciembre de 2014.

## Características
La revista, que es gratuita, está disponible en formato papel y digital.